# Енді Бернем
Ендрю Мюррей Бернем (англ. Andrew Murray Burnham; нар. 7 січня 1970, Ліверпуль, Англія) — британський політик з Лейбористської партії. Представляє виборчий округ Leigh Великого Манчестера в Палаті громад з 2001 року.
Вивчав англійську мову в Кембриджському університеті. У 14 років Бернем приєднався до лейбористів під час страйку шахтарів.
У 2007 році він став головним секретарем казначейства, у 2008 — міністром культури, засобів масової інформації та спорту. У період з 2009 по 2010 був міністром охорони здоров'я. Міністр з питань охорони здоров'я в тіньовому уряді Еда Мілібенда з 2011, до цього — тіньовий міністр з освіти.